# Karl-Heinz Lötzsch
Karl-Heinz Lötzsch (* 30. Juli 1925 in Friedeberg am Queis; † 3. Januar 2017 in Dresden) war ein deutscher Gebrauchsgrafiker.

## Werdegang
Lötzsch absolvierte von 1939 bis 1942 eine Lehre als Schriftmaler. Zwischen 1940 und 1942 besuchte er zusätzlich Kurse an der Kunstgewerbeschule Dresden. Nach Ende des Zweiten Weltkriegs war er von 1946 bis 1948 als Gebrauchsgrafiker bei der DEFA-Produktion Sachsen tätig. Von 1948 bis 1950 arbeitete er bei der DEWAG-Werbung in Dresden, dann bei der Landesdruckerei Sachsen und ab 1951 beim Deutschen Veranstaltungsdienst in Dresden. Seit 1952 war er als Gebrauchsgrafiker in Dresden freischaffend tätig. Er war bis 1990 Mitglied des Verbands Bildender Künstler der DDR.
Lötzsch entwarf insbesondere Veranstaltungs- und einige wenige politische Plakate sowie Prospekte, Buchillustrationen und Buchumschläge für den Brockhaus-Verlag Leipzig, den Fotokinoverlag Halle/Saale und den Sachsenverlag Dresden.
Ehrenamtlich war Lötzsch für religiöse Institutionen tätig. Er gestaltete die Kirchennachrichtenblätter der Annenkirche in Dresden und übernahm die grafische Gestaltung und Konzeption der Ausstellung Juden in Sachsen – Ihr Leben und Leiden in der Hofkirche und des dazu von der Evangelischen Verlagsanstalt 1994 edierten Buches.
Als Mitglied des Dresdner Arbeitskreises Begegnung mit dem Judentum gestaltete er Gedenktafeln zur Erinnerung an die ermordeten Dresdner Juden. Er war Vorstandsmitglied im Förderverein Bau der Synagoge Dresden und übernahm sämtliche grafischen Arbeiten des Vereins. Zudem setzte er sich für den Verein Künstler gegen Krebs ein.

## Ehrungen
- 2012: Verdienstkreuz am Bande der Bundesrepublik Deutschland

## Werke (Auswahl)

### Gebrauchsgrafik (Auswahl)
- Prospekt für die Kamera Praktisix (auf der Vierten Deutschen Kunstausstellung)[2]

### Buchillustration
- Werner Wurst: Die Penti-Schule. Ein heiterer Fotokurs für alle Freunde der Penti. Fotokino Verlag, Halle/Saale, 1960

## Teilnahme an zentralen und wichtigen regionalen Ausstellungen in der DDR
- 1958/1959, 1962/1963, 1977/1978 und 1987/1988: Dresden, Vierte und Fünfte Deutsche Kunstausstellung und VIII. und X. Kunstausstellung der DDR
- 1972, 1974, 1979 und 1985: Dresden, Bezirkskunstausstellungen
- 1977: Leipzig, Messehaus am Markt („Kunst und Sport“)